# Abd-ar-Raüf (nom)
Abd-ar-Raüf és un nom masculí teòfor àrab islàmic (àrab: عبد الرؤوف, ʿAbd ar-Raʾūf) que literalment significa ‘Servidor del Benigne’, ‘Servidor del Compassiu’, essent «el Benigne» o «el Benigne» un dels epítets de Déu. Si bé Abd-ar-Raüf és la transcripció normativa en català del nom en àrab clàssic, també se'l pot trobar transcrit Abdul Raouf... normalment per influència de la pronunciació dialectal o seguint altres criteris de transliteració. Com a teòfor, també el duen molts musulmans no arabòfons que l'han adaptat a les característiques fòniques i gràfiques de la seva llengua.
Vegeu aquí personatges i llocs que duen aquest nom.